# リチャード・ウェズリー (初代モーニントン男爵)

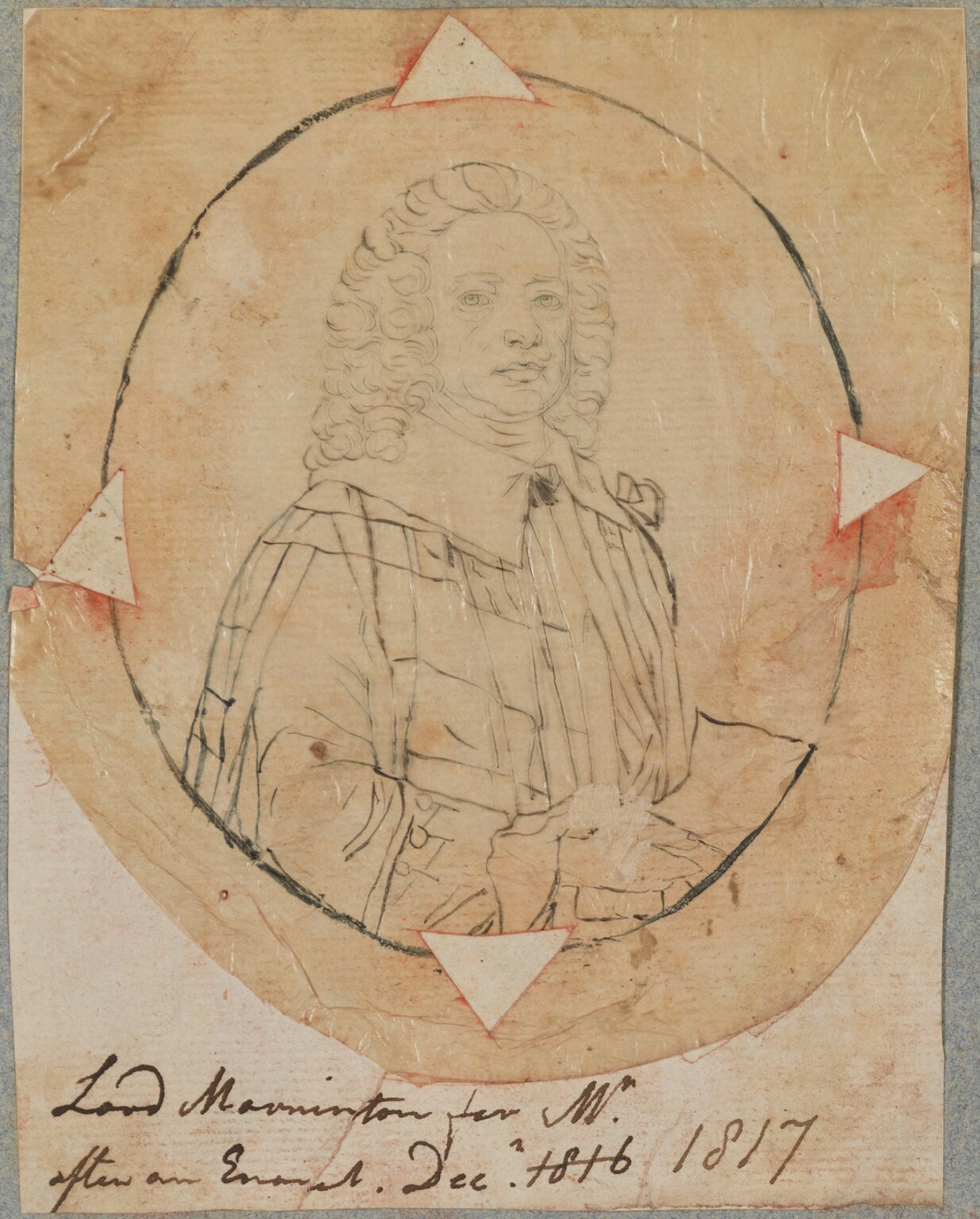
初代モーニントン男爵

初代モーニントン男爵リチャード・ウェズリー（英語: Richard Wesley, 1st Baron Mornington、出生名リチャード・コリー（Richard Colley）、1690年 – 1758年1月31日）は、アイルランド王国の政治家、貴族。1729年から1746年までアイルランド庶民院議員を務めた。

## 生涯
ヘンリー・コリーとメアリー・アッシャー（Mary Usher、サー・ウィリアム・アッシャーの娘）の六男として、1690年に生まれた。家庭教師の指導を受けた後、1706年にダブリン大学トリニティ・カレッジに入学、1711年にB.A.の学位を、1714年にM.A.の学位を修得した。
1713年にキングス・ホスピタルの監査官および記録事務官（auditor and registrat）に任命され、1725年に同病院に関する著作Account of the Foundation of the Royal Hospital of King Charles II, near Dublin, for Relief and Maintenance of Antient and Maimed Officers and Soldiers of the Army of Irelandを出版した。その後、1732年に同病院の理事に任命され、1758年に死去するまで務めた。
1723年に兄ヘンリーが死去すると、家長としてキルデア県での領地を継承したが、父が遺言状で娘にも多額の遺産を残したため、リチャードが継承した領地の価値はそれほど大きくなかった。1728年9月23日、従兄弟にあたるギャレット・ウェズリーの遺産であるミーズ県のダンガン城とモーニントンの地所を継承、議会立法を経て同年11月15日より姓をウェズリーに改めた。
1729年から1746年までトリム選挙区の代表としてアイルランド庶民院議員を務め、議会では合計で52の委員会の委員を務め、トリム選挙区の利益を追求した。1746年7月9日にアイルランド貴族であるミーズ県におけるモーニントン男爵に叙され、同年10月6日にアイルランド貴族院議員に就任した。
1734年、ミーズ県長官を務めた。
1758年1月31日にダブリンのグラフトン・ストリートにある自宅で死去、息子ギャレットが爵位を継承した。ダンガン城に多くの資金を投じたが、息子が遺産を継承した時点でも年収8,000ポンドを得られるほどの資産だった。

## 家族と私生活
1719年12月23日、エリザベス・セール（Elizabeth Sale、1738年6月17日没、ジョン・セールの娘）と結婚、1男2女をもうけた。
- エリザベス - 1743年、チチェスター・フォーテスキュー（英語版）と結婚、子供あり
- フランシス（Francis） - 1750年、ウィリアム・フランシス・クロスビー（英語版）（1768年9月11日没）と結婚、子供あり
- ギャレット（1735年7月19日 – 1781年5月22日） - 第2代モーニントン男爵、初代モーニントン伯爵

自邸であるダンガン城の改築、増築に多額の資金を投じ、友人を度々自邸に招待した。『オックスフォード英国人名事典』はウェズリーにとってアイルランド庶民院議員がただの副業（sideline）であると評し、ウェズリー家の友人メアリー・ディレイニーは1731年にダンガン城に招かれた後、自身の日記でウェズリーを高く評価し、「自身の富を周りの人を喜ばせるための手段としか見ていない」（He valued his riches only as a means for making those about him happy）と記した。